# 雨音 (小野大輔の曲)
『雨音』（あまおと）は、小野大輔の1枚目のシングル。2008年1月23日にLantisから発売された。

## 概要
全ての曲が「雨」をテーマに綴られており、表題曲である「雨音」のミュージッククリップが収録されたDVDが同梱されている。表題曲と2曲目はアルバム『風花』に収録されているが、「Sunday in the rain」のみ収録されていない。

## 収録曲
1. 雨音 [5:39]
作詞：渡辺拓也、作曲：山田智和、編曲：渡辺拓也
  - テレビ埼玉『アニたま』2008年3月分エンディングテーマ
2. プリズム [4:38]
作詞・作曲・編曲：渡辺拓也
3. Sunday in the rain [5:25]
作詞・作曲：ゆうまお、編曲：菊谷知樹
4. 雨音（off vocal）

## DVD
1. 雨音（PV）

## 楽曲の収録アルバム
| 曲名     | 収録アルバム | 発売日        |
| -------- | ------------ | ------------- |
| 雨音     | 『風花』     | 2009年2月25日 |
| プリズム | 『風花』     | 2009年2月25日 |

## エピソード
2023年6月26日に小野が出演したNHK連続テレビ小説「らんまん」の主人公のモデルとなった牧野富太郎の生家・岸屋を譲り受けた高知県佐川町の蔵元・司牡丹酒造の日本酒を以前から愛飲していた。「司牡丹で小野大輔の酒を造りたい」とラジオで発言したことが縁で、2019年から同社の純米酒をプロデュース、「AMAOTO」と命名した。ラベルデザインも小野のCDジャケットを手掛けたデザイナーを起用する拘りようである。